# Hrabišín
Obec Hrabišín (německy Rabersdorf) se nachází v okrese Šumperk v Olomouckém kraji. Žije zde 866 obyvatel.

## Název
Tři vesnice v okolí Šumperka, Hrabišín, Hrabenov a Hraběšice byly pojmenovány po Hrabišovi ze Švábenic a Úsova. Kvůli vzájemné blízkosti byla jména utvořena různě. Při přejetí do němčiny bylo jméno Hrabišína přikloněno k Rabe - "havran" (Rabendorf tedy v překladu "Havraní ves").

## Historie
První písemná zmínka o obci pochází z roku 1352. V roce 1420 patřila vesnice panu Puškovi z Kunštátu, od roku 1437 Tunklům, kteří připojili Hrabišín k Zábřežskému panství.
Od roku 1948 je Hrabišín součástí okresu Šumperk. Od roku 1949 jsou k Hrabišínu připojeny dřívější obce Dolní Olešná, Horní Olešná a Loučky, které však nejsou jeho evidenčními částmi.

## Pamětihodnosti
- Boží muka u silnice na Dlouhomilov

## Osobnosti
- František Macek (* 1946) – dirigent, sbormistr, varhaník a pedagog
- Ivo Krobot (* 1948) – dramatik, divadelní režisér a pedagog

## Galerie

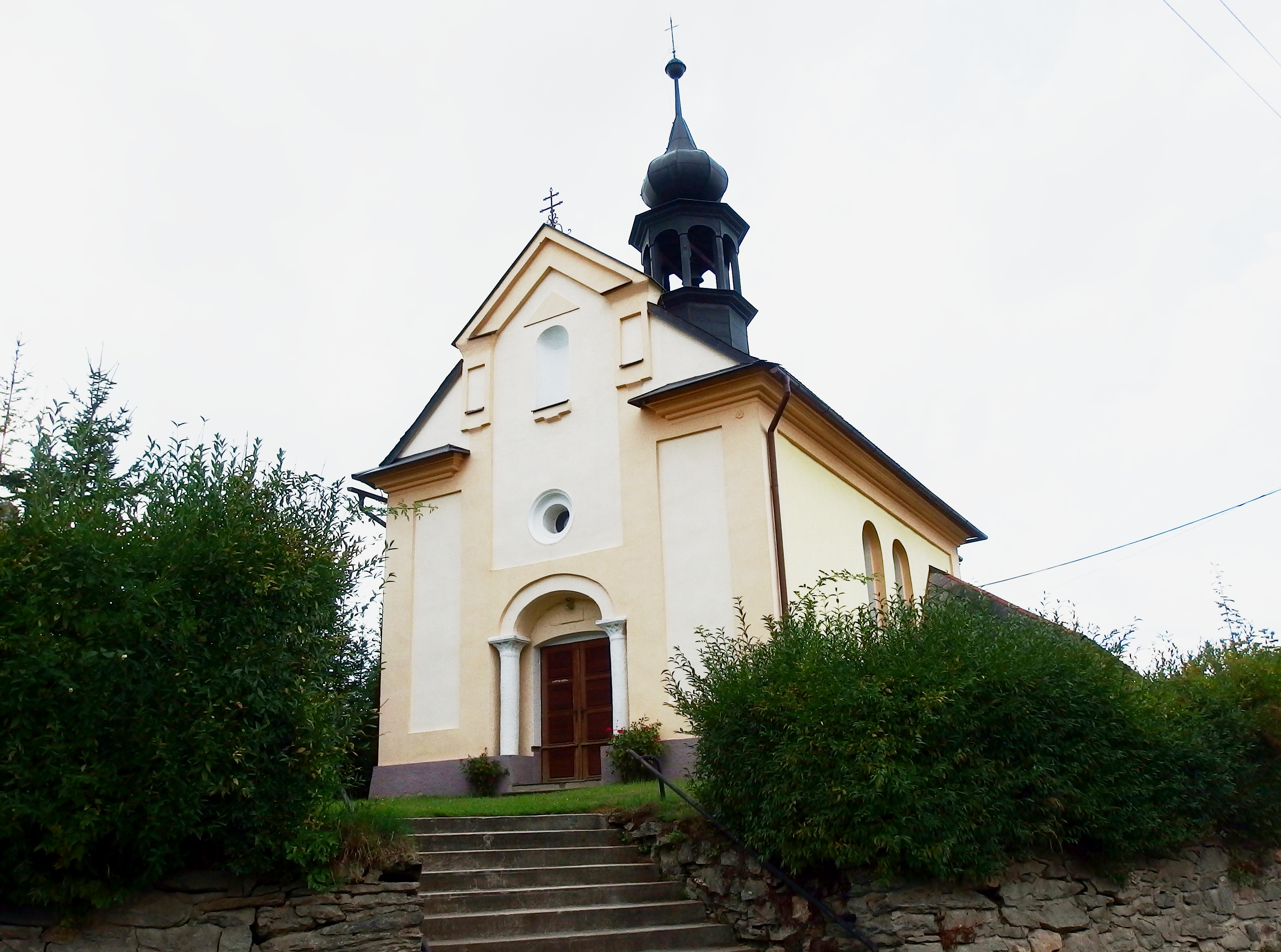
Kaple sv. Michala
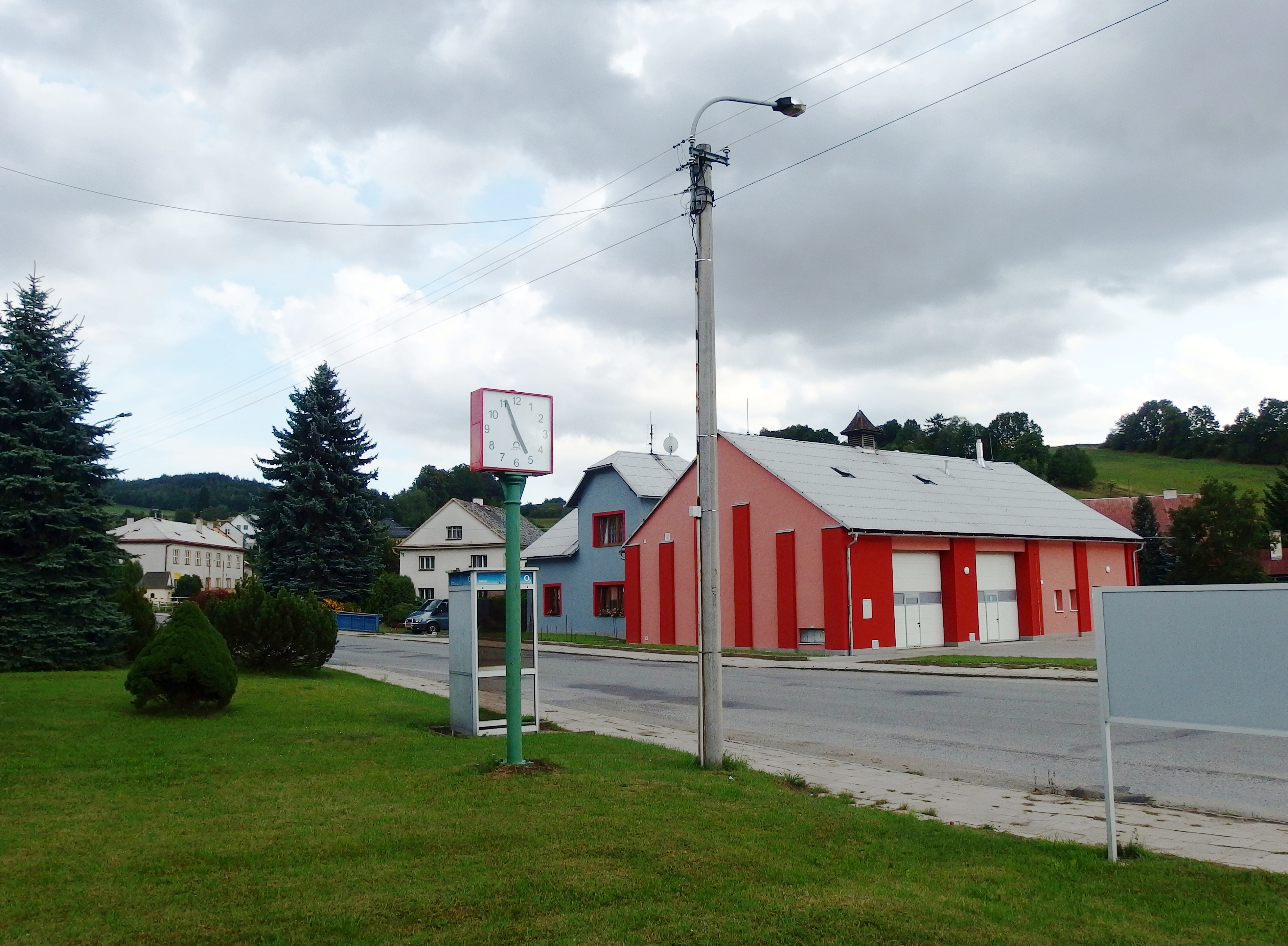
U hasičské zbrojnice
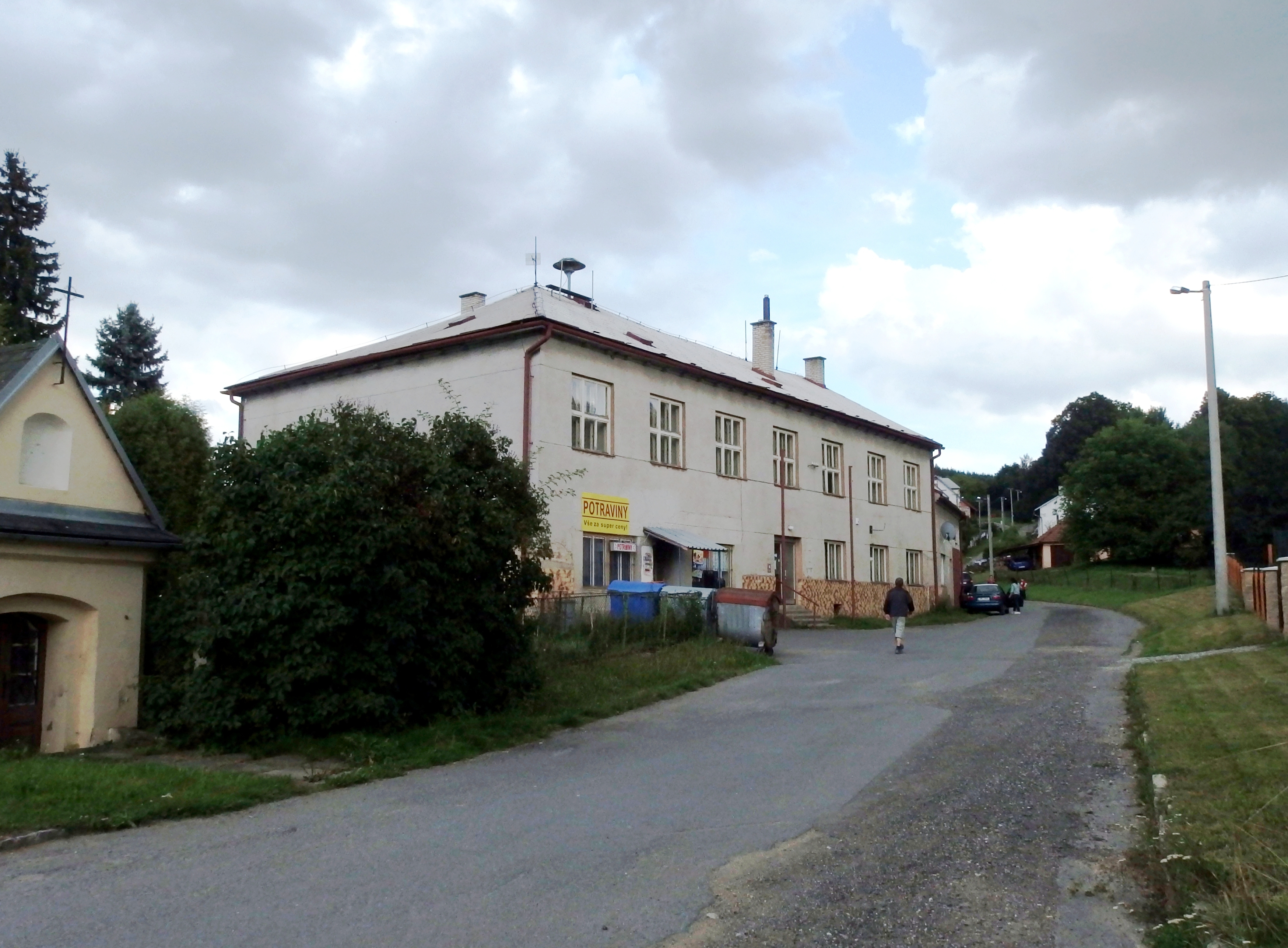
Obchod
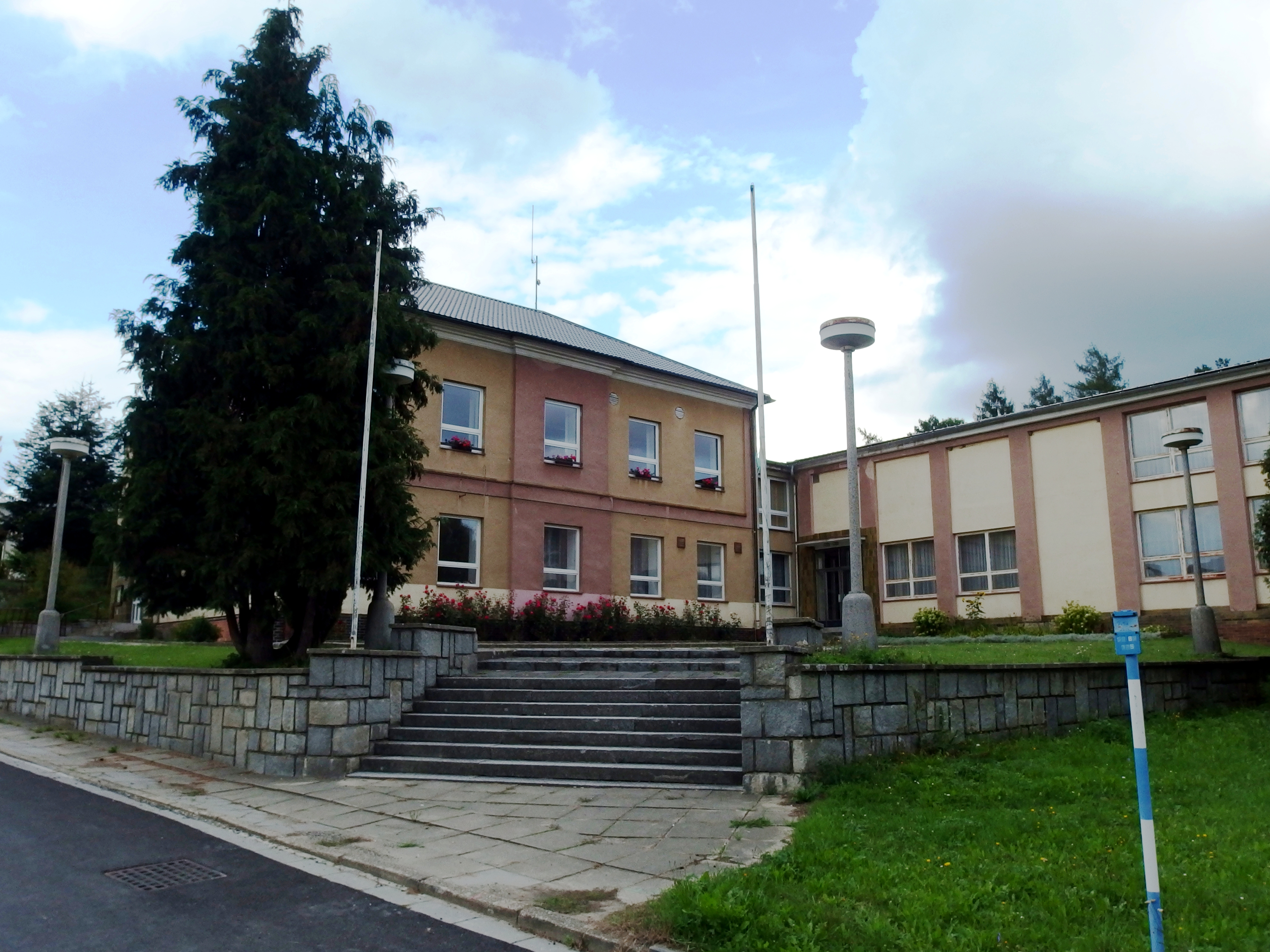
Obecní úřad